# ゲンナジー・ビロディド
ヘンナディイ・フルィホロヴィチ・ビロディト（ウクライナ語: Геннадій Григорович Білодід, 英語: Hennadiy Hryhorovych Bilodid / Gennadiy Grygorovych Bilodid, 1977年7月22日 - ）は、ウクライナのキエフ (現：キーウ)出身の柔道選手。階級は73kg級。身長171cm。娘のダリア・ビロディドは2018年の世界選手権48kg級で史上最年少の17歳345日で優勝を成し遂げた。

## 人物
1996年の世界ジュニア78kg級で3位になった。1997年のヨーロッパジュニアでも3位だった。その後階級を73kg級に変更した。2000年のシドニーオリンピックでは9位になった。2001年から2年連続してヨーロッパ選手権で優勝を飾った。2004年のアテネオリンピックでは2回戦で敗れた。2005年の世界選手権では銅メダルを獲得した。2008年の北京オリンピックでは7位に終わりメダルを獲得できなかった。

## 主な戦績
- 1993年 - ヨーロッパユースオリンピックフェスティバル　71kg級　3位

78kg級での戦績
- 1996年 - 世界ジュニア　3位
- 1997年 - ポーランド国際　優勝
- 1997年 - ヨーロッパジュニア　3位

73kg級での戦績
- 1999年 - ポーランド国際　優勝
- 2000年 - チェコ国際　優勝
- 2000年 - シドニーオリンピック　9位
- 2001年 - ポーランド国際　優勝
- 2001年 - ヨーロッパ選手権　優勝
- 2002年 - ポーランド国際　優勝
- 2003年 - ヨーロッパ選手権　優勝
- 2004年 - ハンガリー国際　優勝
- 2005年 - 世界選手権　3位
- 2007年 - ロシア国際　2位
- 2008年 - 北京オリンピック　7位